# المدییو د رئا
المدییو د رئا (به اسپانیایی: Olmedillo de Roa) یک شهرستان در اسپانیا است.